# Актуарное оценивание
Актуарное оценивание — вид актуарной деятельности по анализу и количественной финансовой оценки рисков или финансовых обязательств, обусловленных наличием рисков. Результатом оценивания является актуарное заключение, которое выражает мнение профессионального актуария о величине обязательств, уровне риска и других фактах и обстоятельствах, являющихся предметом оценивания. Применение термина «оценивание» объясняется тем, что обязательства не могут быть точно определены, так как они могут зависеть от ряда будущих событий. Поэтому вывод актуария зависит от реалистичности предположений о будущих событиях.
Типичным примером актуарного оценивания является оценивание активов и обязательств пенсионного фонда. Актуарное заключение позволяет судить о надежности фонда и вероятности исполнения им своих обязательств. Актуарному оцениванию подвергаются также страховые компании.
Получение и публикация актуарного заключения может быть обязательной в силу требований закона. Например, согласно закону «Об актуарной деятельности в Российской Федерации» обязательному оцениванию подлежат органы, разрабатывающие тарифы по обязательному страхованию, а также негосударственные пенсионные фонды, страховых организаций (кроме, осуществляющих обязательное медицинское страхование), общества взаимного страхования.

## Экономический смысл
Актуарное оценивание является одним из способов преодолеть информационную асимметрию в отношении сложных финансовых обязательств. Асимметрия возникает тогда, когда один из участников сделки знает больше о предмете и обстоятельствах сделки, чем другой. Финансовые отношения могут быть устроены сложным образом, что ограничивает возможности отдельного человека оценить уровень риска и выполнимость финансовых обязательств. Кроме того, часто обязательства носят долгосрочный характер. Например, обязательства по выплатам наступают у пенсионного фонда через много лет после подписания договора с клиентом. Поэтому вероятность исполнения будет зависеть от выбранной инвестиционной стратегии, качества риск-менеджмента и других обстоятельств, которые трудно оценить непрофессионалу. Поэтому актуарий использует специальные знания, чтобы вынести профессиональное суждение и снизить уровень асимметрии. Аналогичные функции выполняет, например, публичная отчетность и аудиторские заключения, которые также помогают судить о финансовом положении организации.
Доверие к заключению зависит от профессионализма и репутации актуария или аудитора. Закон может предъявлять обязательные требования к квалификации и репутации актуария: наличие специального образования, отсутствие судимости, членство в профессиональной организации и т. п. Дополнительным фактором доверия является следование обязательным стандартам и раскрытие информации о процедуре оценивания. При невозможности провести оценку по тем или иным причинам актуарий должен отказаться от суждения.
Актуарное оценивание может быть внутренним или внешним. В первом случае пользователем информации является менеджмент. Во втором случае клиенты и контрагенты.

## Процедура
Процедура оценивания может проводится как в отношении всего фонда, так и в отношении отдельной пенсионной схемы. Оценивание осуществляется в несколько этапов, во время которых актуарию необходимо собрать информацию, выбрать модель оценивания и подготовить заключение (или при невозможности оценивания отказаться от него). При актуарном оценивании проводится расчет и сравнение двух основных показателей на дату оценивания:
- современной стоимости обязательств;
- современной стоимости активов фонда.

На основе сравнения дается заключение о финансовом состоянии фонда. При этом у фонда может иметь место актуарный дефицит, профицит, или активы могут соответствовать пассивам.
Долгосрочный характер активов и обязательств и наличие неопределенности требуют использования моделей, основанных на положениях теории межвременного выбора и теории ожидаемой полезности.

### Учёт необходимой информации
Перед проведением оценивания актуарий должен удостовериться в непротиворечивости, полноте, достоверности и согласованности данных. Так как вероятность выполнения обязательств сопряжена с риском и неопределенностью, то перед проведением оценивания актуарий должен явным образом сформулировать актуарные предположения. Предположения отражают мнение актуария о будущих тенденциях и событиях. Например:
- национальные или региональные демографические данные и прогнозы национальной статистической службы;
- финансовые и экономические прогнозы;
- исторические данные о динамике основных показателей объекта оценивания.

Отдельным предположением является предположение о ставке дисконтирования. Поскольку финансовое положение объекта оценивания зависит от будущих инвестиционных доходов, то ставка дисконтирования должна отражать наиболее вероятное значение доходности. Актуарий может учитывать:
- ставки по финансовым инструментам при низком кредитном риске (например, ставки, основанные на кривых доходности надежных корпоративных или государственных облигаций);
- модели, используемые для определения ставок дисконтирования, включая исходные предположения и ограничения;
- интервал разумных альтернативных ставок дисконтирования.

### Оценивание
Актуарий должен выбрать модель оценки активов и обязательств, опираясь на сделанные предположения. Например, активы могут включать в себя инвестированные средства, которые принесут доход в будущем с некоторой вероятностью. Обязательства могут включать в себя как текущие обязательства, так и будущие. Например, в случае пенсионного фонда пенсионные взносы инвестируются с целью будущих выплат. Текущие выплаты пенсионерам осуществляются за счет текущего дохода от сделанных инвестиций.
Существует два метода оценивания: метод открытого и закрытого фонда. В первом случае фонд или отдельная пенсионная схема «закрывается» для новых участников и оценивается соответствие активов и обязательств для тех, кто заключил договор до даты оценивания. Во втором случае модель оценивается с учётом возможного вступления новых участников.
Основным положением финансовой математики является тот факт, что деньги со временем изменяют свою стоимость (см. Стоимость денег с учётом фактора времени). Деньги сегодня «стоят» дороже, чем через какое-то время. Поэтому для сравнения денежных потоков их приводят к настоящему моменту времени, то есть к дате, на которую составляется заключение. Операция приведения называется дисконтированием.
{\displaystyle V_{i}=\sum _{t=1}^{T}{\frac {CF_{ti}}{(1+r)^{t}}}},
где {\displaystyle r} — ставка дисконтирования; {\displaystyle CF_{ti}} — поток платежей под номером {\displaystyle i}.
Если возникновение отдельных потоков платежей (дохода или выплат) сопряжено с риском, то необходимо учесть вероятности возникновения каждого потока платежей по формуле:
{\displaystyle V=\sum _{i=1}^{n}\alpha _{i}V_{i}},
где {\displaystyle \alpha _{i}} — вероятность возникновения потока платежа.
Величина {\displaystyle V} называется актуарным эквивалентом активов или обязательств (или актуарной оценкой) и играет ключевую роль во всех актуарных расчетах.

### Вынесение суждения
При представлении обоснования суждения о финансовом состоянии актуарию раскрывает:
- результаты сопоставления стоимости активов и обязательств;
- сведения о стоимости активов по группам (видам) активов;
- результаты анализа факторов, которые могут указывать на неустойчивое состояние негосударственного пенсионного фонда;
- иную существенную информацию, которая оказала или могла оказать влияние на Вывод о финансовом состоянии.

Результатом сопоставления является констатация актуарного дефицита или профицита в зависимости от того, что больше: актуарная стоимость активов или обязательств. Может также соблюдаться и актуарный баланс, когда активы равны обязательствам.